# Victoria Ground
Victoria Ground – nieistniejący stadion piłkarski, na którym, przez 119 lat, swoje mecze rozgrywał zespół Stoke City. Podczas zamknięcia był najstarszym, funkcjonującym obiektem piłkarskim na świecie. 
Pierwszy mecz na Victoria Ground rozegrano 27 marca 1878. Stadion był areną siedmiu półfinałowych spotkań Pucharu Anglii. W latach dziewięćdziesiątych XX wieku obiekt był już podstarzały, a większość miejsc była stojąca. Opublikowany w 1990 roku tzw. Raport Taylora, a także stan stadionu zmusił zarząd klubu do wybudowania nowego, posiadającego wyłącznie miejsca siedzące obiektu – Britannia Stadium; jego budowę rozpoczęto w 1996 roku.
Ostatnie spotkanie na Victoria Ground odbyło się 4 maja 1997 roku; przeciwnikiem Stoke City był West Bromwich Albion. Mecz obejrzało 22 500 widzów.
Obecnie teren, na którym znajdował się stadion, jest w dalszym ciągu niezabudowany.